# 亨利·特罗亚

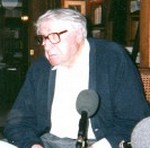
亨利·特罗亚

亨利·特罗亚（法語：Henri Troyat，1911年11月1日—2007年3月2日），法国作家，生于俄国首都莫斯科，有亚美尼亚、格鲁吉亚等血统。原名列夫·阿斯蘭諾維奇·塔拉索夫（俄语：Лев Асланович Тарасов）。
1911年出生于莫斯科，父亲是亚美尼亚富商。十月革命后，随父母在欧洲，1920年起在法国定居。他在巴黎攻读法律，后从事新闻工作，当过编辑、政府职员。1930年代开始创作，作品甚多，尤其以传记文学著名。1959年当选法兰西学术院院士。